# NGC 7186
NGC 7186 est un groupe d'étoiles situé dans la constellation de Pégase,. L'astronome germano-britannique William Herschel a enregistré la position de ce groupe le 13 septembre 1784.